# Milow
Jonathan Ivo Gilles Vandenbroeck (tiếng Hà Lan: [ˈjoːnɑtɑn vɑndənˈbruk]; sinh 14 tháng 7 năm 1981), được biết đến với nghệ danh Milow, là một ca sĩ kiêm sáng tác người Bỉ.
Milow phát hành album đầu tay, The Bigger Picture, năm 2006 bằng hãng đĩa của riêng anh Homerun Records. Đĩa đơn thứ tư từ album "You Don't Know" đã trở thành một trong số những hit lớn của năm ở Bỉ vào năm 2007, và album The Bigger Picture đã có mặt trong bảng xếp hạng album của Bỉ trong 110 tuần. Sau khi phát hành album thứ hai Coming of Age năm 2008 (năm 2009 đã được phát hành lại và đổi tên thành Milow), Milow đạt được thành công đáng kể và được biết đến trên toàn lãnh thổ châu Âu. Album đạt đến vị trí số 3 ở Đức, số 4 ở Thụy Sĩ và lọt vào top 20 của rất nhiều bảng xếp hạng ở châu Âu. Album đã đạt chứng nhận bạch kim ở Đức, Thụy Sĩ, chứng nhận vàng ở Pháp, Hà Lan, Bỉ và tiêu thụ được 500.000 bản ở châu Âu và Canada.
Bước đột phá quốc tế đến với Milow sau khi phát hành đĩa đơn "Ayo Technology", một bài hát nguyên gốc sáng tác và biểu diễn bởi 50 Cent, Justin Timberlake và Timbaland, từ album Milow. Đĩa đơn đạt vị trí quán quân ở Hà Lan, Thụy Điển, Đan Mạch, Thụy Sĩ, Bỉ, đạt vị trí số 2 ở Đức, Tây Ban Nha, Áo, lọt vào top 10 ở Pháp, Phần Lan, Ý. Ca khúc là một thành công lớn về thương mại, nhận được chứng nhận bạch kim ở Đức, Thụy Điển, Thụy Sĩ, Bỉ, Áo, Đan Mạch và chứng nhận vàng ở Tây Ban Nha và Hà Lan.

## Danh sách đĩa nhạc
- The Bigger Picture (2006)
- Coming of Age (2008)
- Milow (2009)
- North and South (2011)
- Silver Linings (2014)
- Modern Heart (2016)
- Lean into Me (2019)
- Dream So Big Eyes Are Wide (Live) (2020)
- Nice to Meet You (2022)